# Johann Paul Mohr
Johann Paul Mohr (* 16. Juni 1808 in Bordesholm; † 7. September 1843 in München) war ein deutsch-dänischer Landschaftsmaler.

## Leben
Nach einer Lehre als Dekorationsmaler in Hamburg ging Mohr 1830 mit seinem Freund, dem Landschaftsmaler Johann Hermann Carmiencke, nach Dresden, wo sich Johan Christian Clausen Dahl ihrer annahm. Um 1831 hielten sich Mohr und Carmiencke in München auf und machten von hier aus Studienreisen an den Königssee und nach Tirol. 1833 war Mohr wieder in Hamburg, wo er mit dem Landschaftsmaler Adolf Carl in den Hamburger Künstlerverein von 1832 aufgenommen wurde. Noch im gleichen Jahr gingen Mohr und Carl an die Kunstakademie Kopenhagen, wenig später folgte Carmiencke. In den Sommerferien des Jahres 1834 unternahm Mohr eine Studienreise nach Ostholstein und auf die Insel Møn. 1835 bereiste er mit den Landschaftsmalern Louis Gurlitt, Wilhelm Marstrand und Johann Heinrich Martens Norwegen. Ein im Anschluss an diese Reise entstandenes Gemälde von Mohr wurde 1836 für die Königliche Gemäldegalerie in Kopenhagen erworben.

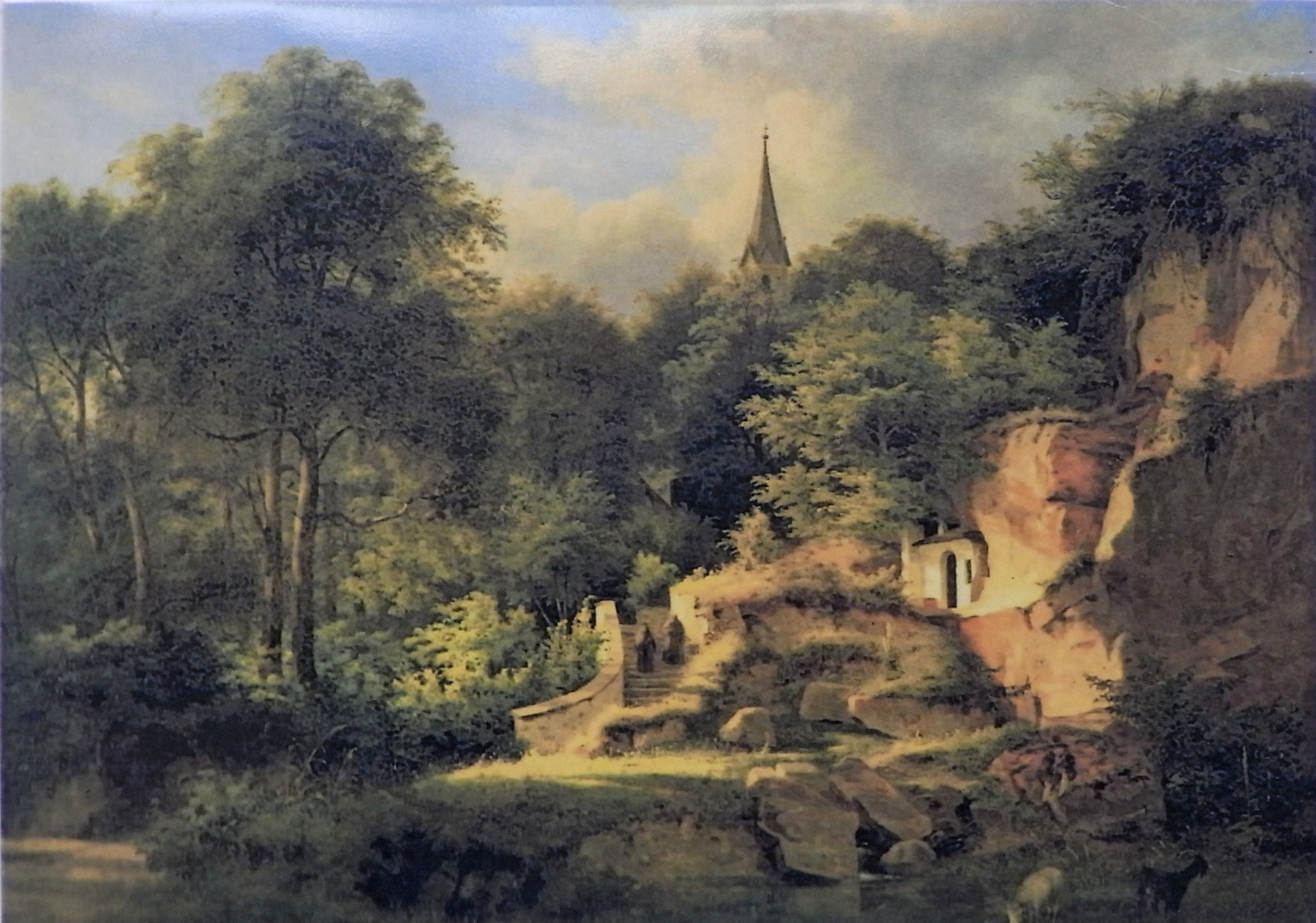
Die Biber in Brannenburg (1838)

Im Sommer 1836 gingen Mohr und Martens nach München, Studienreisen führten sie an den Chiemsee und Königssee. Mohrs Gemälde dieser Jahre zeigen den Einfluss von Louis Gurlitt, Christian Morgenstern und Karl Rottmann. Als Untertan des dänischen Königs bemühte sich Mohr um ein Stipendium des dänischen Staates. Seine Anträge wurden zwar abgelehnt, aber Verkäufe seiner Bilder in Kopenhagen und München ermöglichten ihm im Sommer 1837 mit seinem Landsmann Charles Roß eine Studienreise in das Inntal bei Oberaudorf und 1838 mit Adolf Carl eine Studienreise über Meran und Bozen zum Gardasee.
Im Sommer 1838 hielt sich der dänische Kronprinz Christian Friedrich, der der bedeutendste Sammler zeitgenössischer Kunst in Dänemark war, in München auf und bestellte bei Mohr ein Gemälde, dem 1839 ein weiterer Auftrag folgte, obwohl die von Rottmann beeinflusste ideale Landschaftsauffassung Mohrs dem eher nüchternen Blick der dänischen Landschaftsmalerei widersprach.
1839 heiratete Mohr in Bordesholm. Er unternahm mit dem Hamburger Landschaftsmaler Hermann Kauffmann mehrere Ausflüge in die Umgebung seines Heimatortes, um gemeinsam zu zeichnen. Nach einem kurzen Aufenthalt in Kopenhagen wurde Mohr mit seiner Frau für den Rest seines kurzen Lebens in München ansässig, wo er 1840 mit Hans Christian Andersen verkehrte. Sein früher Tod löste in Münchner Künstlerkreisen große Betroffenheit aus.

## Werke

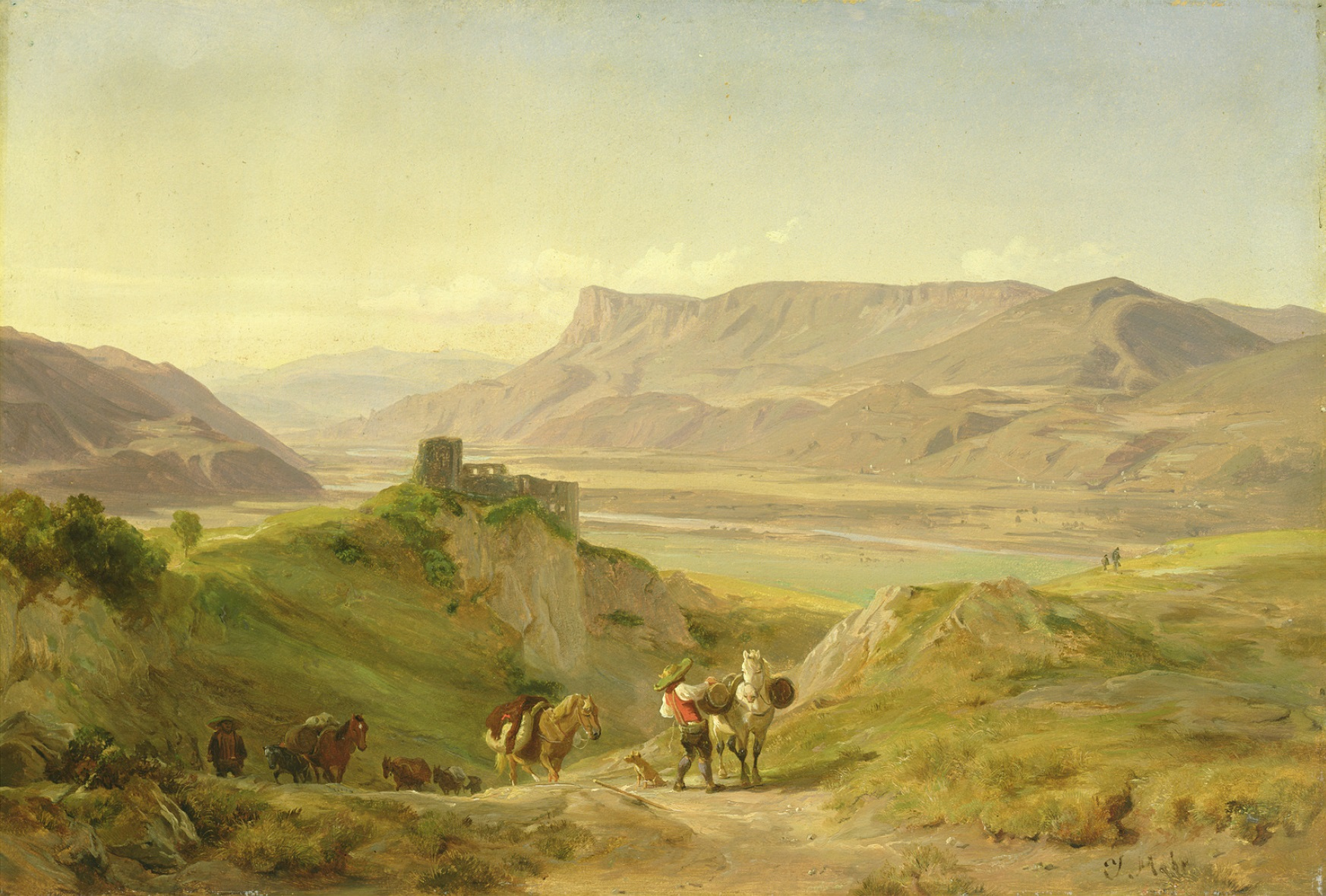
Johann Georg Paul Mohr, Die Ruine der Burg Brunnenberg Hamburger Kunsthalle

- Blick übers Salzachtal bei Innsbruck, 1834, Statens Museum Kopenhagen
- Holsteinische Kirche, um 1834, Museumsberg Flensburg
- Das Inntal bei Kufstein in Tirol, um 1838, Altonaer Museum, Hamburg
- Die Ruinen von Schloss Brunnenburg im Etschtal, 1838, 41 × 60 cm, Hamburger Kunsthalle
- Blick auf die holsteinische Küste in der Nähe von Kiel, 1840, Staatliches Kunstmuseum Kopenhagen („Statens Museum Kopenhagen“).
- Landschaft bei Ischldorf in Bayern, 1840, 81 × 118 cm, Thorvaldsen-Museum, Kopenhagen
- Winterlandschaft bei Bordesholm, 1840, 79 × 112 cm, Thorvaldsen-Museum, Kopenhagen
- Eine Waldkette an der Seeländischen Küste, 1841, Museumsberg Flensburg, Leihgabe des Stadtmuseum Kiel, Warleberger Hof
- Der Judenfriedhof in Prag bei Mondlicht, 1842, Fürstliche Schatzkammer Thurn und Taxis, Regensburg.
- Die Alte Kirche von Delft, 1843, 38 × 28 cm, Watford Museum